# Septoria humuli
Septoria humuli è una specie di fungo ascomicete della famiglia delle Mycosphaerellaceae. Parassita, causa la septoriosi delle piante di luppolo.